# Bacho Kvirtia
Bacho Kvirtia (en georgiano ბაჩო კვირტია; Zugdidi, 8 de noviembre de 1974) es un escritor georgiano.

## Biografía
Bacho Kvirtia se graduó en 1996 en la Universidad Estatal de Cine y Teatro Shota Rustaveli, facultad de Arte Dramático (estudio de Tamaz Chiladze).
Desde 1994 sus obras se han publicado en diversas revistas literarias georgianas como Literaturuli saqartvelo, Mnatobi, Kari, 24 Saati y Literaturuli Palitra.
Entre 1994 y 2004 ha participado en seminarios anuales para jóvenes dramaturgos.
En 2011-2012 participó en el proyecto bianual del «New Writing Workshop», organizado por el British Council de Tiflis, la Fundación Tumanishvili y el Royal Court Theatre. En 2011 se convirtió en miembro del PEN-Club de Georgia.

## Obra
Entre las colecciones en prosa de Kvirtia se cuentan Antes de que llegue el tren (2007), El grito de los cíclopes dormidos (2007) y Un tigre de Tasmania (ტასმანიური ვეფხვი, 2013). Esta última contiene relatos escritos entre 2010 y 2013; unos son emotivos, otros irónicos y otros en cierto modo tristes con un toque grotesco y fantástico.
Kvirtia ha recibido numerosos premios literarios, como el premio Pen Marathon, el premio Tsero (2007) y el premio SABA —el más prestigioso de Georgia— al mejor debut en prosa por Antes de que llegue el tren.
Asimismo, su cuento Patagonia está incluido en The Book of Tbilisi, libro que reúne diez relatos escritos sobre y desde la capital georgiana por autores como Gela Chkvanava, Zviad Kvaratskhelia o Rusudan Rukhadze, entre otros.